# Bloodletting (The Walking Dead)
Bloodletting é o segundo episódio da segunda temporada da série de televisão do gênero terror e drama pós-apocalíptico The Walking Dead. Foi exibido originalmente na AMC, nos Estados Unidos, em 23 de outubro de 2011. No Brasil, o episódio estreou em 25 de outubro do mesmo ano, no canal Fox Brasil. Bloodletting foi escrito por Glen Mazzara e dirigido por Ernest Dickerson. Neste episódio, Rick Grimes e Shane Walsh, interpretados por Andrew Lincoln e Jon Bernthal, respectivamente, tentam salvar a vida do filho de Rick, Carl Grimes, vivido por Chandler Riggs, o que faz com que eles descubram um possível refúgio para o grupo.
A produção do episódio se iniciou em Newnan, na Geórgia, no início de julho de 2011, depois de atingir a aprovação do conselho da cidade e do Sistema Escolar de Coweta County. O episódio contou com participações de Scott Wilson, Lauren Cohan e Pruitt Taylor Vince, entre vários outros atores e atrizes recorrentes da série. Bloodletting foi bem recebido pelos críticos de televisão, que elogiaram o desenvolvimento da trama no episódio. Após a exibição, o episódio registrou 6,70 milhões de espectadores e recebeu uma classificação de 3,6 na classificação demográfica 18-49 anos de idade, de acordo com avaliações de Nielsen.
O episódio introduz vários personagens novos na série, como Hershel Greene, Maggie Greene e Beth Greene, além de Otis, Patrícia e Jimmy. Também é o episódio em que a fazenda da família Greene é vista pela primeira vez.

## Enredo
Em um flashback, Lori Grimes (Sarah Wayne Callies) está conversando com outras mães sobre uma briga que teve com seu marido, Rick Grimes (Andrew Lincoln). O parceiro de Rick, Shane Walsh (Jon Bernthal), aborda Lori num carro da polícia e diz a ela que Rick foi gravemente ferido em um tiroteio com bandidos na rodovia. Lori, então, conta a notícia a seu filho, Carl Grimes (Chandler Riggs).
No presente, Carl foi acidentalmente baleado por um homem chamado Otis (Pruitt Taylor Vince), que estava à caça de veados. Otis traz Rick, Carl e Shane a um veterinário chamado Hershel Greene (Scott Wilson), para quem Otis trabalha como peão. Hershel vive com suas filhas, Maggie Greene (Lauren Cohan) e Beth Greene (Emily Kinney), além do namorado de Beth, Jimmy (James Allen McCune) e a esposa de Otis, Patrícia (Jane McNeill). Hershel aceita cuidar de Carl e revela que a bala foi quebrada em seis fragmentos, o que significa que o garoto precisará de sangue. Rick se propõe a doar sangue para Carl, a fim de salvar sua vida.
Lori, Glenn Rhee (Steven Yeun), Carol Peletier (Melissa McBride), Daryl Dixon (Norman Reedus) e Andrea (Laurie Holden) ainda estão procurando por Sophia (Madison Lintz), a filha de Carol, que está desaparecida, quando ouvem um tiro. Enquanto isso, na estrada, Dale Horvath (Jeffrey DeMunn) acredita que T-Dog (Irone Singleton) contraiu uma infecção no sangue de uma ferida que recebeu no braço, e ambos procuram por antibióticos, mas eles não conseguem encontrar nenhum. T-Dog e Dale conversam sobre o nível de confiança que podem ter em todos os membros do grupos, e T-Dog afirma que ele e Dale foram deixados para trás, na estrada, pelo fato de ele ser negro, e Dale, por estar com a idade avançada. Dale refuta a ideia de T-Dog e diz que confia em todos do grupo, especialmente em Andrea, dizendo que ela jamais o deixaria abandonado. Por fim, Dale afirma que o grupo voltará para buscá-los, mas enquanto isso eles devem esperar por Sophia.
Na fazenda da família Greene, Hershel revela que Carl precisa de uma cirurgia, e que ele vai precisar de um respirador. Otis sugere ir atrás do equipamente, já que se sente culpado pelo acidente, e afirma que há um deste num colégio nas proximidades. Shane decide acompanhar Otis, e os dois saem para obter o aparelho respiratório. Enquanto isso, Maggie busca Lori em um cavalo e a leva para a fazenda. Rick e Hershel discutem sobre a epidemia zumbi, e Rick acredita que não há cura, enquanto Hershel tem fé de que poderá haver uma cura.
Glenn, Andrea, Daryl e Carol retornam à rodovia, onde Daryl revela que ele tem um saco contendo analgésicos, doxiciclina e antibióticos, que T-Dog pode tomar. Shane e Otis conseguem pegar o aparelho respiratório para Carl, mas são vistos por vários zumbis. Os dois tentam fugir, mas não têm escolha senão se refugiar no colégio.

## Produção
Bloodletting foi escrito por Glen Mazzara e dirigido por Ernest Dickerson. Em junho de 2011, foi anunciado que Scott Wilson, Lauren Cohan e Pruitt Taylor Vince iriam aparecer na segunda temporada como personagens recorrentes. Em entrevista à TV Guide, Gale Anne Hurd explicou que o personagem de Scott Wilson, Hershel Greene, servirá como uma figura patriarcal para o grupo. Ela disse: "Ele é um veterinário com um grande senso de humanidade e uma visão muito original sobre os zumbis." De acordo com Gale Anne Hurd, Scott Wilson foi escolhido por causa de sua "enorme humanidade e seriedade". Hurd também afirmou que o personagem de Lauren Cohan, Maggie Greene, era uma mulher de vinte e poucos anos que, eventualmente, torna-se o interesse romântico de Glenn (Steven Yeun). Além disso, Lauren Cohan acrescentou, em uma entrevista com o Philadelphia Daily News, que Maggie era uma cristã de um fundo protegido. Em preparação para seu papel, ela passou alguns meses em Los Angeles, Califórnia, para trabalhar com um treinador de dialetos. Emily Kinney também se juntou ao elenco como a filha mais nova de Hershel e irmã de Maggie, Beth Greene.